# Кометоискатель
Кометоискатель — телескоп, предназначенный для визуального поиска и наблюдения слабых комет. Обладает небольшим (приблизительно равнозрачковым) увеличением и широким полем зрения. Широкое поле зрения позволяет сократить время на обзор зоны неба, где производится поиск комет. В качестве кометоискателя, как правило, применяются короткофокусные телескопы различных оптических систем, а также - астрономические бинокуляры.